# Skraveltjärnen (Arvidsjaurs socken, Lappland, 727956-165593)
Skraveltjärnen är en sjö i Arvidsjaurs kommun i Lappland och ingår i Byskeälvens huvudavrinningsområde. Sjön har en area på 0,141 kvadratkilometer och ligger 381,1 meter över havet.

## Delavrinningsområde
Skraveltjärnen ingår i det delavrinningsområde (727988-165460) som SMHI kallar för Mynnar i Svärdälven. Medelhöjden är 422 meter över havet och ytan är 20,82 kvadratkilometer. Det finns inga avrinningsområden uppströms utan avrinningsområdet är högsta punkten. Vattendraget som avvattnar avrinningsområdet har biflödesordning 3, vilket innebär att vattnet flödar genom totalt 3 vattendrag innan det når havet efter 151 kilometer. Avrinningsområdet består mestadels av skog (79 procent). Avrinningsområdet har 1,4 kvadratkilometer vattenytor vilket ger det en sjöprocent på 6,7 procent. Bebyggelsen i området täcker en yta av 2,6 kvadratkilometer eller 12 procent av avrinningsområdet.